# 2019년 우크라이나 총선
2019년 우크라이나 총선은 2019년 7월 21일 열린 우크라이나 최고 라다의 조기선거이다. 원래는 10월 말 열리기로 예정되어 있었으나 2019년 5월 21일 새로 취임한 우크라이나의 대통령 볼로디미르 젤렌스키가 의회 해산을 선언하면서 조기 총선이 이루어졌다.
현 우크라이나 선거법 하에서 최고 라다 의원 225명은 5% 봉쇄 조항의 전국단위 구속명부식 정당 명부 비례대표제로 선출되며, 나머지 225명은 지역구별 소선거구제 투표로 선출된다. 비례대표 선거에 출마하는 정당은 총 21개 정당이다.
225개 선거구 중 26개 선거구는 러시아의 크림반도 합병 사태와 친러 반군의 도네츠크주, 루한스크주 일부 지역의 점령으로 투표가 이뤄지지 않는다. 이 지역에 있어 투표에 참여하지 못하는 우크라이나 국민은 대략 12%이다. 즉 실제로 선거가 열리는 지역구 의석은 199개 의석이다.
최종 투표율은 49.84%로 우크라이나 독립 이후 일어난 총선에서 가장 낮은 투표율을 보였다. 선거 결과 젤렌스키의 인민의 종이 254석으로 단독 과반석을 얻었다.

## 여론조사

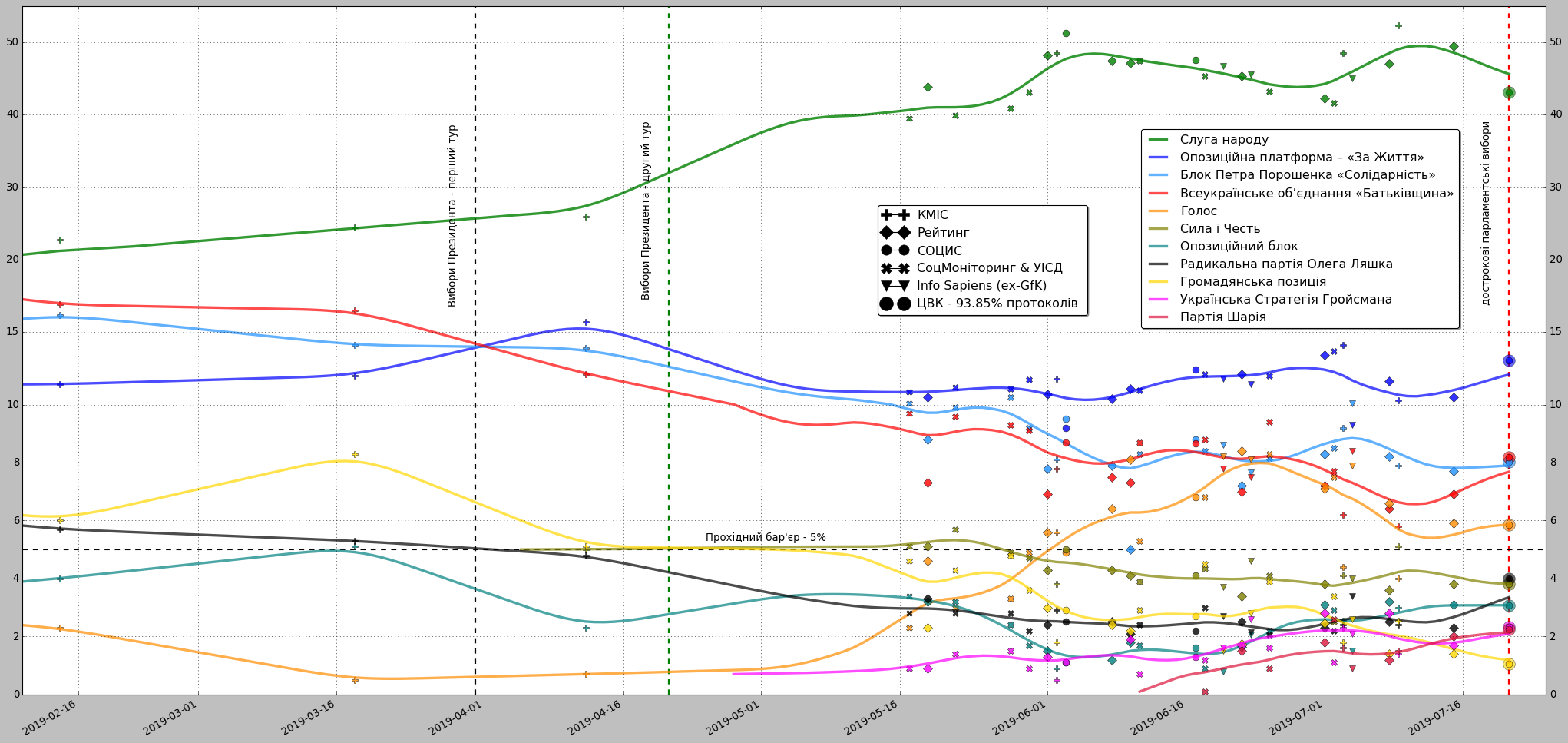
우크라이나 총선 기간의 여론조사 추이표

### 지도 그림

선거구별 투표율

지역별 투표율

각 지역별 비례대표 정당 득표 1위 정당 지도.

각 지역별 지역구 의석에서 승리한 정당 지도.

## 배경
원래 2019년 우크라이나 총선은 10월 말 열리기로 예정되었지만, 우크라이나의 대통령 볼로디미르 젤렌스키가 2019년 5월 21일 취임 직후 법률적 근거 없이 의회를 해산시킨 후 조기선거로 앞당겨서 열기로 하였다. 젤렌스키 대통령이 의회 해산을 선포한 후 우크라이나 헌법재판소에 이 같은 조기총선 조치는 위법이며 불법이라는 청구가 제기되었다. 2019년 6월 20일 헌법재판소는 의회 해산이 합법이라고 판결하였다. 젤렌스키 대통령이 의회 해산을 한 공식적인 이유는 "연립정부가 없다"는 것이었다.
2014년 우크라이나 총선 이후 페트로 포로셴코 블록(PPB)이 132석으로 제1당이 되었다. 2014년 11월 21일, 페트로 포로셴코 블록, 인민전선, 자조당, 조국당, 급진당 5개 당은 연립정부 형성안에 합의하였다. 12월 4일에는 아르세니 야체뉴크가 우크라이나의 총리로 집권하였다. 하지만 2015년 9월 1일 급진당이 돈바스 전쟁이 일어나고 있는 분리주의 반군과 맺은 민스크 II 협정과 관련된 지방분권 및 자치강화로 이뤄진 우크라이나의 헌법 개정안에 반대하며 연립정부에 탈퇴하였다. 2016년 2월에는 우크라이나의 경제부 장관인 아이바라스 아브로마비치우스가 우크라이나 정부가 부패 퇴치를 위한 진정한 의지가 보이지 않는다며 사퇴를 발표하면서 야체뉴크 내각이 붕괴되었다. 2016년 2월 17일과 19일엔 각각 조국당과 자조당이 연립정부에 탈퇴하며 연립정부 구성에 필요한 226석에서 5석이 모자란 상태가 되었다. 결국 2016년 4월 14일 볼로디미르 흐로이스만이 총리로 집권하면서 흐로이스만 정부가 수립되었다.

## 선거 제도
후보자들은 2019년 6월 20일까지 우크라이나 중앙선거관리위원회에 최고 라다 후보 신청서를 제출해야 한다. 중앙선거관리위원회는 6월 25일 최종 후보 등록을 마감하였다. 총 5,845명의 후보가 등록되었는데 소선거제 지역구 후보에 3,171명이, 22개 정당의 비례대표 후보에 2,674명이 출마하였다.
2014년 이후 여러 우크라이나 정치인들이 총선을 전부 다 완전 공개된 비례대표 공개선거부제로 하자는 제안을 하였다. 현 젤렌스키 대통령도 이 개혁안을 지지하고 있다. 하지만 율리야 티모셴코 등은 이 제안에 반대하는 중이다. 대통령이 작성한 선거 개정안은 2019년 5월 22일 의회 표결을 거칠 예정이었으나 의회에서 의제 표결을 거부하면서 무산되었다.

## 출마 정당
2019년 우크라이나 총선에 지역구 및 비례대표 후보를 낸 정당은 다음과 같다.
- 야권전선 (구 야권전선-평화개발당)
- 힘과 명예 시민운동
- 전우크라이나 연합 "조국"
- 애국당
- 인민의 힘
- 인생을 위한 야권연단
- 우크라이나 녹색당
- 횃불당
- 자조당
- 유럽연대
- 우크라이나 흐로이스만 전략
- 시민의 지위
- 사회 정의
- 인민의 종
- 법의 힘 (구 희망당)
- 올레흐 랴슈코의 급진당
- 샤리당
- 목소리
- 독립당
- 우크라이나 농민당
- 전우크라이나 연합 "자유"
- 신세력 운동

## 결과
| 정당명                               | 정당명                               | 득표수                               | %                                    | ±pp                                  | 획득 의석                            | 획득 의석 | 획득 의석 | 획득 의석 |  |
| 정당명                               | 정당명                               | 득표수                               | %                                    | ±pp                                  | 비례대표                             | 지역구    | 합계      | +/-       |  |
| ------------------------------------ | ------------------------------------ | ------------------------------------ | ------------------------------------ | ------------------------------------ | ------------------------------------ | --------- | --------- | --------- |  |
|                                      | 인민의 종                            | 6,307,097                            | 43.16                                | 신당                                 | 124                                  | 130       | 254       | 신당      |  |
|                                      | 인생을 위한 야권연단                 | 1,908,087                            | 13.05                                | 신당                                 | 37                                   | 6         | 43        | 신당      |  |
|                                      | 전우크라이나 연합 "조국"             | 1,196,256                            | 8.18                                 | 2.50                                 | 24                                   | 2         | 26        | 7         |  |
|                                      | 유럽연대                             | 1,184,515                            | 8.10                                 | 13.72                                | 23                                   | 2         | 25        | 107석     |  |
|                                      | 목소리                               | 851,669                              | 5.84                                 | 신당                                 | 17                                   | 3         | 20        | 신당      |  |
|                                      | 올레흐 랴슈코의 급진당               | 586,294                              | 4.01                                 | 3.43                                 | 0                                    | 0         | 0         | 22        |  |
|                                      | 힘과 명예                            | 558,674                              | 3.82                                 | 3.74                                 | 0                                    | 0         | 0         | 0         |  |
|                                      | 야권전선                             | 443,200                              | 3.03                                 | 신당                                 | 0                                    | 6         | 6         | 신당      |  |
|                                      | 우크라이나 흐로이스만 전략           | 352,895                              | 2.41                                 | 신당                                 | 0                                    | 0         | 0         | 신당      |  |
|                                      | 샤리당                               | 327,224                              | 2.23                                 | 신당                                 | 0                                    | 0         | 0         | 신당      |  |
|                                      | 전우크라이나 연합 "자유"             | 315,530                              | 2.15                                 | 2.56                                 | 0                                    | 1         | 1         | 6         |  |
|                                      | 시민의 지위                          | 153,259                              | 1.04                                 | 2.06                                 | 0                                    | 0         | 0         | 0         |  |
|                                      | 우크라이나 녹색당                    | 96,659                               | 0.66                                 | 0.41                                 | 0                                    | 0         | 0         | 0         |  |
|                                      | 자조당                               | 91,700                               | 0.62                                 | 10.35                                | 0                                    | 1         | 1         | 32        |  |
|                                      | 우크라이나 농민당                    | 75,540                               | 0.51                                 | —                                    | 0                                    | 0         | 0         | —         |  |
|                                      | 신세력 운동                          | 67,742                               | 0.46                                 | 신당                                 | 0                                    | 0         | 0         | 신당      |  |
|                                      | 인민의 힘                            | 28,002                               | 0.19                                 | 0.08                                 | 0                                    | 0         | 0         | 0         |  |
|                                      | 법의 힘                              | 20,497                               | 0.14                                 | 신당                                 | 0                                    | 0         | 0         | 신당      |  |
|                                      | 사회 정의                            | 16,575                               | 0.11                                 | 신당                                 | 0                                    | 0         | 0         | 신당      |  |
|                                      | 애국당                               | 16,147                               | 0.11                                 | 신당                                 | 0                                    | 0         | 0         | 신당      |  |
|                                      | 독립당                               | 7,979                                | 0.05                                 | 신당                                 | 0                                    | 0         | 0         | 신당      |  |
|                                      | 횃불당                               | 7,749                                | 0.05                                 | 신당                                 | 0                                    | 0         | 0         | 신당      |  |
|                                      | 기타 정당                            |                                      |                                      |                                      |                                      | 2         | 2         |           |  |
|                                      | 무소속                               |                                      |                                      |                                      | 0                                    | 46        | 46        |           |  |
| 총 유효표수                          | 총 유효표수                          |                                      | 100                                  |                                      | 225                                  | 199       | 424       |           |  |
| 무효표수                             |                                      |                                      |                                      |                                      |                                      |           |           |           |  |
|                                      | 미선거 의석 (외부상황으로 선거 불가) | 미선거 의석 (외부상황으로 선거 불가) | 미선거 의석 (외부상황으로 선거 불가) | 미선거 의석 (외부상황으로 선거 불가) | 미선거 의석 (외부상황으로 선거 불가) | 26석      |           |           |  |
| 총 합                                | 총 합                                | 총 합                                |                                      |                                      | 225                                  | 225       | 450       |           |  |
| 등록된 유권자수/투표율               | 등록된 유권자수/투표율               | 35,550,428                           |                                      |                                      |                                      |           |           |           |  |
| 출처: CEC (개표 현황, 지역구별 현황) |                                      |                                      |                                      |                                      |                                      |           |           |           |  |

### 정당별 결과

인민의 종
인생을 위한 야권연단
전우크라이나 연합 "조국"
유럽연대
목소리

## 같이 보기
- 2019년 우크라이나 대통령 선거